# 小沢駅 (茨城県)
小沢駅（おざわえき）は、茨城県常陸太田市小沢町にあった日立電鉄日立電鉄線の駅（廃駅）である。

## 歴史
- 1929年（昭和4年）7月3日：常北電気鉄道久慈駅（後の久慈浜駅） - 常北太田駅間延伸に伴い開業。
- 1944年（昭和19年）7月31日：会社合併に伴い日立電鉄線の駅となる。
- 1964年（昭和39年）7月1日：側線撤去、無人化。
- 時期不明：駅舎解体。
- 2005年（平成17年）4月1日：日立電鉄線の廃線に伴い廃止。

## 駅構造
地上駅。廃止時には、単式ホーム1面1線を有したが、それ以前には側線を持ち、貨物の取り扱いも行っていた。廃止までに木造駅舎は撤去され、駅前にはその跡地が残っていた。また開設当初は直営駅であったが、1954年（昭和29年）に無人化され、以後廃止まで無人駅となっていた。
自動券売機の設置はないが、乗車駅証明書発行機が一台設置されていた。

## 駅周辺
- 常陸太田市立峰山中学校
- 国道293号
- 峰山
- 里川

## 隣の駅
日立電鉄
日立電鉄線
常北太田駅 - 小沢駅 - 常陸岡田駅